# Lista över parishes i Louisiana

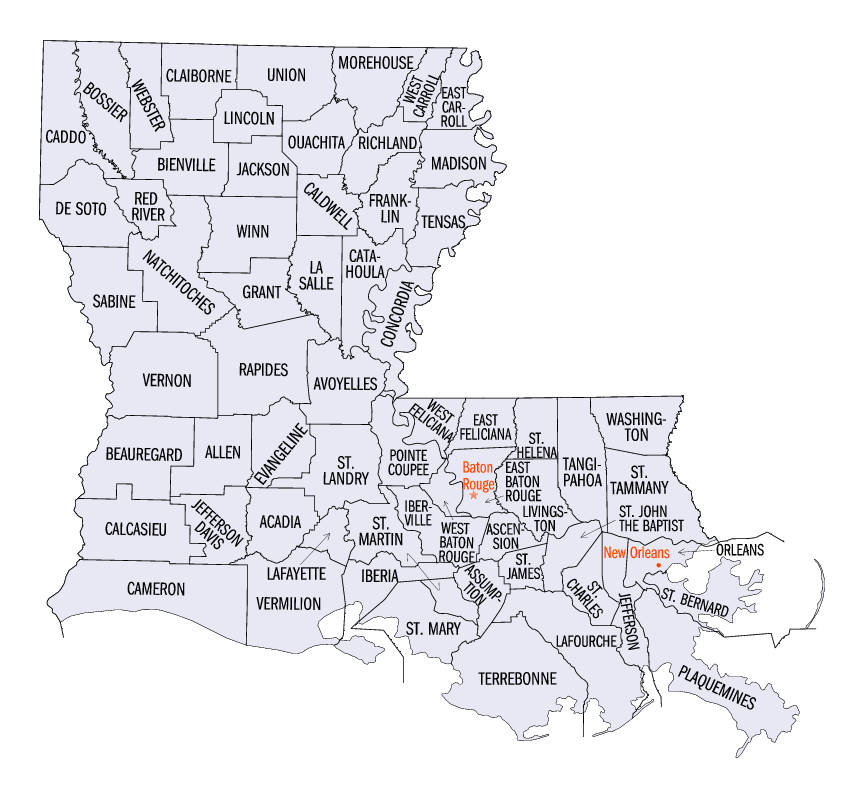
Louisianas parishes.

Detta är en lista över de 64 parishes som finns i delstaten Louisiana i USA. Parish är en administrativ indelning motsvarande county i de andra delstaterna, utom Alaska som är indelat i boroughs.
| Parish                        | Huvudort          | Grundat |
| ----------------------------- | ----------------- | ------- |
| Acadia Parish                 | Crowley           | 1886    |
| Allen Parish                  | Oberlin           | 1912    |
| Ascension Parish              | Donaldsonville    | 1807    |
| Assumption Parish             | Napoleonville     | 1807    |
| Avoyelles Parish              | Marksville        | 1807    |
| Beauregard Parish             | DeRidder          | 1912    |
| Bienville Parish              | Arcadia           | 1848    |
| Bossier Parish                | Benton            | 1843    |
| Caddo Parish                  | Shreveport        | 1838    |
| Calcasieu Parish              | Lake Charles      | 1840    |
| Caldwell Parish               | Columbia          | 1838    |
| Cameron Parish                | Cameron           | 1870    |
| Catahoula Parish              | Harrisonburg      | 1808    |
| Claiborne Parish              | Homer             | 1828    |
| Concordia Parish              | Vidalia           | 1807    |
| DeSoto Parish                 | Mansfield         | 1843    |
| East Baton Rouge Parish       | Baton Rouge       | 1810    |
| East Carroll Parish           | Lake Providence   | 1877    |
| East Feliciana Parish         | Clinton           | 1824    |
| Evangeline Parish             | Ville Platte      | 1910    |
| Franklin Parish               | Winnsboro         | 1843    |
| Grant Parish                  | Colfax            | 1869    |
| Iberia Parish                 | New Iberia        | 1868    |
| Iberville Parish              | Plaquemine        | 1807    |
| Jackson Parish                | Jonesboro         | 1845    |
| Jefferson Parish              | Gretna            | 1825    |
| Jefferson Davis Parish        | Jennings          | 1912    |
| La Salle Parish               | Jena              | 1908    |
| Lafayette Parish              | Lafayette         | 1823    |
| Lafourche Parish              | Thibodaux         | 1807    |
| Lincoln Parish                | Ruston            | 1873    |
| Livingston Parish             | Livingston        | 1832    |
| Madison Parish                | Tallulah          | 1838    |
| Morehouse Parish              | Bastrop           | 1844    |
| Natchitoches Parish           | Natchitoches      | 1807    |
| Orleans Parish                | New Orleans       | 1807    |
| Ouachita Parish               | Monroe            | 1807    |
| Plaquemines Parish            | Pointe à la Hache | 1807    |
| Pointe Coupee Parish          | New Roads         | 1807    |
| Rapides Parish                | Alexandria        | 1807    |
| Red River Parish              | Coushatta         | 1871    |
| Richland Parish               | Rayville          | 1868    |
| Sabine Parish                 | Many              | 1843    |
| Saint Bernard Parish          | Chalmette         | 1807    |
| Saint Charles Parish          | Hahnville         | 1807    |
| Saint Helena Parish           | Greensburg        | 1810    |
| Saint James Parish            | Convent           | 1807    |
| Saint John the Baptist Parish | Edgard            | 1807    |
| Saint Landry Parish           | Opelousas         | 1807    |
| Saint Martin Parish           | St. Martinville   | 1807    |
| Saint Mary Parish             | Franklin          | 1811    |
| Saint Tammany Parish          | Covington         | 1810    |
| Tangipahoa Parish             | Amite City        | 1868    |
| Tensas Parish                 | St. Joseph        | 1843    |
| Terrebonne Parish             | Houma             | 1822    |
| Union Parish                  | Farmerville       | 1839    |
| Vermilion Parish              | Abbeville         | 1844    |
| Vernon Parish                 | Leesville         | 1871    |
| Washington Parish             | Franklinton       | 1819    |
| Webster Parish                | Minden            | 1871    |
| West Baton Rouge Parish       | Port Allen        | 1807    |
| West Carroll Parish           | Oak Grove         | 1877    |
| West Feliciana Parish         | St. Francisville  | 1824    |
| Winn Parish                   | Winnfield         | 1852    |